# Amiota setitibia
Amiota setitibia är en tvåvingeart som beskrevs av Xu och Chen 2007. Amiota setitibia ingår i släktet Amiota och familjen daggflugor. Inga underarter finns listade i Catalogue of Life.